# 達城郡

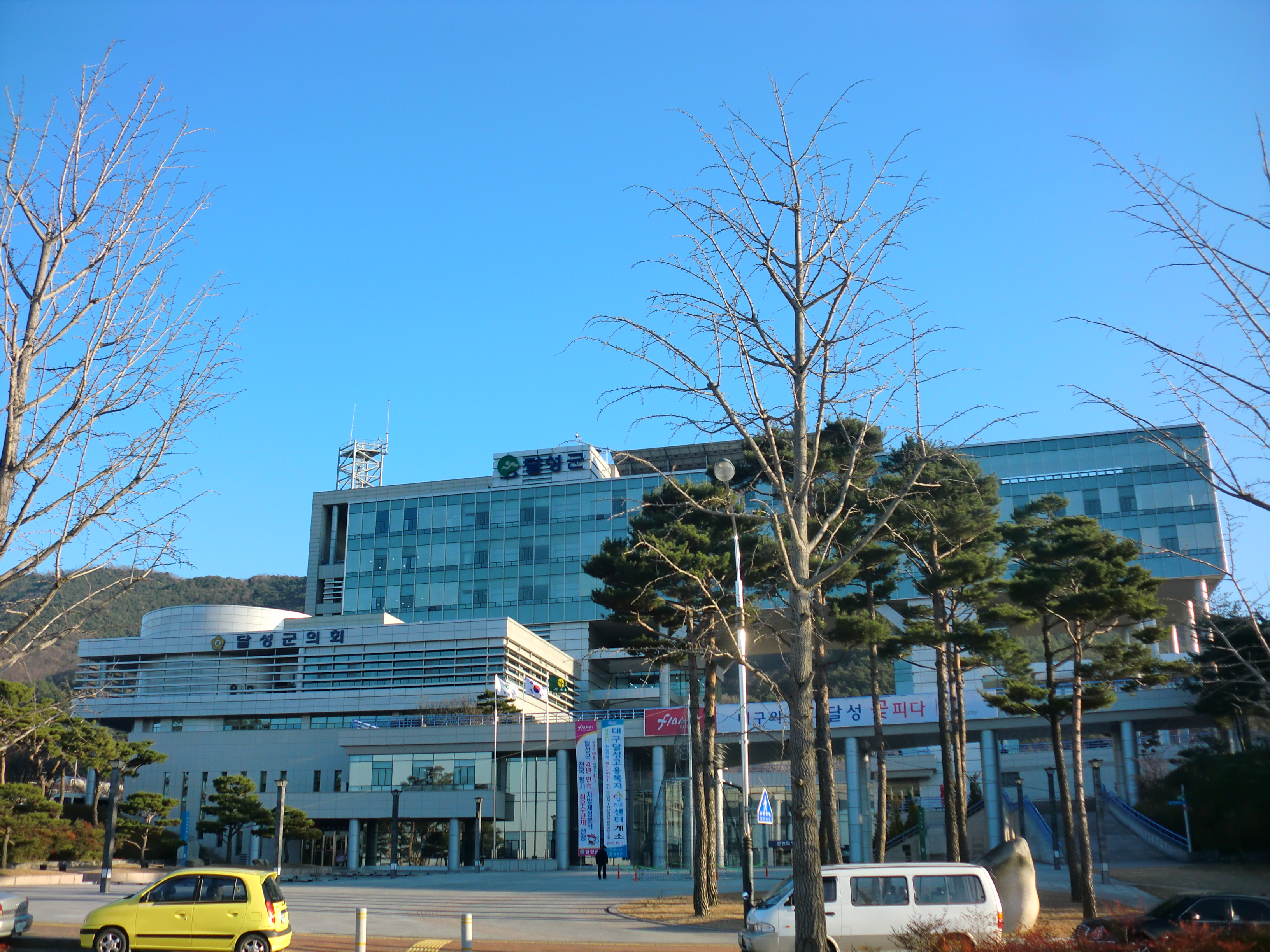
達城郡庁

行政区域図

達城郡（タルソンぐん/달성군）は、大韓民国大邱広域市の南西部にある郡。南部を慶尚南道、東部と西部を慶尚北道と接している。
かつては現在の大邱広域市の区域の大半を占めていた。その名残で、郡庁は長らく郡内ではなく、大邱広域市南区大明洞に置かれていたが、2005年5月25日に郡内の論工邑へ移転した。

## 歴史
- 1914年4月1日 - 郡面併合により、大邱府の大部分（大邱面の一部を除く）・玄風郡を達城郡として編成。達城郡に以下の面が成立[3][4]（16面）。
  - 公山面・解顔面・寿城面・嘉昌面・城北面・達西面・城西面・月背面・花園面・玉浦面・論工面・玄風面・瑜伽面・求智面・多斯面・河浜面
- 1917年4月1日（16面）
  - 寿城面の一部が大邱府に編入。
  - 瑜伽面加川洞が求智面に編入。
- 1938年10月1日 - 大邱府の拡張に伴う行政区域の見直し[5]（13面）。
  - 寿城面および城北面・達西面のそれぞれ一部が大邱府に編入。
  - 城北面の残部が公山面に編入。
  - 達西面の残部が城西面に編入。
- 1940年7月1日 - 解顔面が東村面に改称（13面）。
- 1958年1月1日 - 東村面・月背面・城西面・嘉昌面・公山面が大邱市に編入[6]（8面）。
- 1963年1月1日 - 大邱市から一部を返還[7]（12面）。
  - 智妙洞・徳谷洞・松亭洞・中大洞・新龍洞・内洞・美垈洞・新武洞・百安洞・龍水洞・米谷洞・真仁洞・道鶴洞・能城洞・研経洞 → 公山面
  - 龍渓洞・梧洞・亭垈洞・杏亭洞・上院洞・丹山洞・大逸洞・冷泉洞・友鹿洞・三山洞・玉盆洞・蛛洞 → 嘉昌面
  - 葛山洞・巴山洞・巴湖洞・狐林洞・新塘洞・梨谷洞・壮洞・長基洞・龍山洞・竹田洞・本里洞・甘三洞 → 城西面
  - 上仁洞・桃源洞・辰泉洞・流川洞・大泉洞・月岩洞・月城洞・松峴洞 → 月背面
- 1973年7月1日 - 花園面の一部が月背面に編入[8]（12面）。
- 1979年5月1日 - 月背面が月背邑に昇格[9]（1邑11面）。
- 1980年12月1日 - 城西面が城西邑に昇格[10]（2邑10面）。
- 1981年7月1日 - 大邱直轄市設置に伴う行政区域の縮小[11]（9面）。
  - 公山面が大邱直轄市東区に編入。
  - 城西邑が大邱直轄市西区に編入。
  - 月背邑が大邱直轄市南区に編入。
- 1983年6月20日 - 達城地方産業団地（1,241坪）を造成。
- 1988年5月3日 - 洞を里に一括改称した[12]。
- 1989年4月3日 - 論工面工団出張所を設置[13]。
- 1992年3月1日 - 花園面が花園邑に昇格（1邑8面）。
- 1995年
  - 3月1日 - 慶尚北道から大邱広域市に移管[14]（1邑8面）。
  - 4月20日 - 花園邑の一部が達西区に編入（1邑8面）。
- 1996年9月1日 - 論工面が論工邑に昇格[15]（2邑7面）。
- 1997年11月1日 - 多斯面が多斯邑に昇格（3邑6面）。
- 2005年5月25日 - 郡庁を大邱広域市南区大明11洞1583番地から達城郡論工邑1313番地に移転。
- 2014年3月29日 - 玄風面城下里に達城総合スポーツパークが開設。
- 2017年9月29日 - 多斯邑に3里82班を新設[16]（298里、2545班）。
- 2018年3月1日 - 瑜伽面が瑜伽邑に昇格（4邑5面）。
- 2018年11月1日（6邑3面）
  - 玉浦面が玉浦邑に昇格。
  - 玄風面が玄風邑に昇格。

## 行政区域
| 邑・面 | 法定里 |
| ------ | --- |
| 花園邑 | 川内里、九羅里、城山里、舌化里、椧谷里、本里里                                                                   |
| 論工邑 | 芦耳里、金圃里、三狸里、渭川里、上里、下里、南里、北里、本里里                                                   |
| 多斯邑 | 伊川里、達川里、朴谷里、坊川里、鋤斎里、世川里、竹谷里、梅谷里、釜谷里、汶陽里、汶山里                           |
| 瑜伽邑 | 陰里、陽里、龍里、鳳里、双渓里、草谷里、上里、琴里、油谷里、道義里、佳泰里、寒亭里、本末里                       |
| 玉浦邑 | 新塘里、橋項里、江林里、松村里、干京里、奇世里、盤松里、金興里、本里里                                           |
| 玄風邑 | 上里、中里、釜里、下里、城下里、院橋里、自慕里、午山里、池里、大里、新基里                                       |
| 嘉昌面 | 龍渓里、梧里、亭垈里、冷泉里、杏亭里、上院里、丹山里、大逸里、蛛里、玉盆里、三山里、友鹿里                       |
| 求智面 | 倉里、応岩里、高峰里、加川里、坪村里、礼峴里、柳山里、牧丹里、台岩里、内里、花山里、修理里、迲里、烏舌里、道東里 |
| 河浜面 | 霞山里、竗里、基谷里、大坪里、武等里、県内里、甘文里、桐谷里、鳳村里                                             |

## 行政

### 警察
- 大邱達城警察署（玄風邑にある）

### 消防
- 大邱達城消防署（玄風邑にある）
- 大邱江西消防署（多斯邑にある）
  - 多斯119安全センター（消防署と兼用）
  - 梅川119安全センター
- 大邱寿城消防署
  - 嘉昌119地域隊

## 交通

### 鉄道
- 大邱交通公社
  - 大邱都市鉄道1号線
    - 舌化椧谷駅 - 花園駅 - 大谷駅※

  - 大邱都市鉄道2号線
    - 汶陽駅 - 多斯駅 - テシル駅
- ※ 大谷駅の所在地は達西区であるが、達城郡との境界上にある。

### 道路
- 中部内陸高速道路
  - 玄風ジャンクション
- 光州-大邱高速道路
  - 論工サービスエリア - 玉浦ジャンクション
- 中部内陸高速道路支線
  - 玄風ジャンクション・インターチェンジ - 玄風サービスエリア -  達城インターチェンジ - 玉浦ジャンクション - - 花園玉浦インターチェンジ

## 名所
- 友鹿里（嘉昌面）

## 外部サイト
- 達城郡庁公式サイト（日本語）
- 達城郡庁公式サイト（韓国語）